# 西溪大桥
西溪大桥是贵州省毕节市黔西县与大方县边界上的一座长701（2,300英尺）的悬索桥，是 321国道毕节-贵阳段（贵毕公路）重要控制性工程。在桥梁建成时，桥面离水面的高度高达218（715英尺）米，在六冲河上的洪家渡水库蓄水后，受水位上涨影响降为165（541英尺）。